# Фільтрування електронної пошти
Фільтрування електронної пошти це обробка електронної пошти для організації її внутрішньої будови відповідно до заданих критеріїв. Ця процедура може бути застосована до моменту безпосереднього втручання людини, але найчастіше відбувається автоматично з обробкою вхідних повідомлень за допомогою технології боротьби зі спамом. Застосовується як до вхідних листів, так і до вихідних.
Програмне забезпечення, яке використовується для фільтрації електронної пошти, може відхилити елемент на початковому етапі підключення SMTP або передати його без змін для доставки в поштову скриньку користувача, а також: перенаправити повідомлення для доставки в інше місце; помістити повідомлення в карантин для подальшої перевірки; відредагувати або «позначити» його певним чином.

## Використання
Найпоширеніші способи використання фільтрів пошти включають організацію вхідної пошти, видалення спаму та комп'ютерних вірусів. Менш поширеним використанням є службова перевірка вихідних повідомлень електронної пошти в деяких компаніях для здійснення нагляду та контролю за їхньою діяльністю. Користувачі також можуть використовувати фільтр пошти для визначення пріоритетних повідомлень і сортування їх за папками на основі предмету або інших критеріїв.

## Фільтрування спаму
Спамфільтри — це програми для захисту від спаму. Вони використовуються для фільтрації вхідної електронної пошти або посилань. Найчастіше оперує заздалегідь налаштованим спам-листом, куди вже внесені небажані адресати, адреси сайтів або паттерни спам-повідомлень. Може діяти і більш широким фронтом — наприклад, забороняти будь-які посилання на безкоштовні хостинги або розміщення посилань як таких.
Спамфільтр є важливим компонентом безпеки комунікації та оптимізації витрат на хостинг, електронну пошту та маркетинг. Згідно статистики, навесні 2020 року серед надісланих повідмлень електронної пошти, 54 % було спамом.

## Методи
Служби електронної пошти можуть також встановлювати фільтри пошти в своїх поштових серверах як послугу для всіх своїх клієнтів. Антивірус, анти-спам, URL-фільтрування та відхилення на основі аутентифікації є найбільш поширеними типами фільтрів.
Корпорації часто використовують фільтри для захисту своїх співробітників та їхніх інформаційних активів. Фільтр, що уловлює всі повідомлення, буде «вловлювати» всі листи, адресовані домену, який не існує на поштовому сервері — це може допомогти уникнути втрати електронної пошти через неправильне написання доменного ім'я.
Користувачі можуть встановити окремі програми або налаштувати фільтрування як частину свого поштового клієнту. У поштових клієнтах користувачі можуть створювати персональні фільтри, які автоматично фільтрують пошту відповідно до вибраних критеріїв.

## Вхідне та вихідне фільтрування
Фільтрація пошти може відбуватись з вхідним та вихідним трафіком електронної пошти. Вхідна фільтрація електронної пошти передбачає сканування повідомлень з Інтернету для користувачів, захищених системою фільтрації, або для законного перехоплення. Вихідна фільтрація електронної пошти передбачає зворотне сканування повідомлень електронної пошти від користувачів, перш ніж будь-які потенційно шкідливі повідомлення можуть бути доставлені іншим користувачам в Інтернеті.
Одним із методів фільтрації вихідних повідомлень, які зазвичай використовуються провайдерами послуг Інтернету, є прозорий проксі-сервер SMTP, в якому трафік електронної пошти перехоплюється і фільтрується через прозорий проксі-сервер у мережі. Вихідна фільтрація також може відбуватися на сервері електронної пошти. Багато корпорацій використовують технології запобігання витоку даних на своїх серверах вихідної пошти для запобігання витоку конфіденційної інформації електронною поштою.

## Налаштування
Фільтри пошти мають різні ступені конфігурації. Іноді вони приймають рішення на основі відповідності регулярного виразу. В інших випадках код може відповідати ключовим словам у повідомленні або адресою електронної пошти відправника повідомлення. Більш складний потік управління та логіка можливий з мовами програмування; це зазвичай реалізується за допомогою мови програмування, яка керує даними, яка визначає умови для відповідності та дії, які повинні приймати узгодження, що може включати подальше узгодження. Деякі більш сучасні фільтри, зокрема фільтри анти-спаму, використовують методи класифікації статистичних документів, такі як класичний класифікатор наївного Байєса. Фільтрація зображень може використовувати складні алгоритми аналізу зображень для виявлення шкірних тонів і конкретних форм тіла, які зазвичай асоціюються з порнографічними зображеннями.